# Rachel's
I Rachel's sono stati un gruppo musicale di musica strumentale statunitense attivo dal 1991 al 2012.
Il gruppo è originario di Louisville (Kentucky) ed è stato fondato dal chitarrista dei Rodan Jason B. Noble. Successivamente si sono aggregati Christian Frederickson (viola) e Rachel Grimes (piano ed organo). La musica dei Rachel's è influenzata dalla musica minimale del ventesimo secolo ma anche dal lungo percorso delle avanguardie fino ai giorni nostri. Il nucleo centrale della band è costituito da Rachel Grimes (piano ed organo) Jason B. Noble (chitarra e basso) e Christian Frederickson (viola) ma per le registrazioni degli album ufficiali l'ensemble si allarga fino ad un'orchestra full range raggiungendo il numero di venti musicisti coinvolti per la realizzazione di The Sea and the Bells, il terzo album dell'ensemble.
La band si è sciolta il 4 agosto 2012, giorno in cui Noble è morto per una rara forma di cancro. Rachel Grimes, cuore pianistico dell'ensemble, ha continuato la sua attività come musicista solista pubblicando Book of Leaves e The Clearing, quest'ultimo con la partecipazione di Christian Frederickson e Kyle Crabtree, già parte del progetto originario.

## Discografia
Album in studio
- 1995 - Handwriting
- 1996 - Music for Egon Schiele
- 1996 - The Sea and the Bells
- 1999 - Selenography
- 2003 - Systems/Layers

EP
- 2005 - Technology Is Killing Music

Split
- 2000 - Full On Night (con i Matmos)

Altro
- 2002 - Significant Others

## Formazione
- Christian Frederickson – viola
- Edward Grimes – batteria, percussioni
- Rachel Grimes – pianoforte, organo
- Greg King – vibrafono, djembe
- Eve Miller – violoncello
- Jason Noble – chitarra, basso (deceduto)